# Gokels
Gokels er en kommune og en by i det nordlige Tyskland, beliggende i Amt Mittelholstein i den sydlige del af Kreis Rendsborg-Egernførde. Kreis Rendsborg-Egernførde ligger i den centrale del af delstaten Slesvig-Holsten.

## Geografi
Gokels ligger omkring 22 km sydøst for Heide i et landbrugsområde.
Nord for Gokels løber Kielerkanalen, mens Bundesautobahn 23 løber vest for byen mod Hamborg og Heide. Byen ligger ved jernbanen mellem Neumünster og Heide.